# Бускате
Бускате (итал. Buscate) — коммуна в Италии, в провинции Милан области Ломбардия.
Население составляет 4196 человек, плотность населения составляет 599 чел./км². Занимает площадь 7 км². Почтовый индекс — 20010. Телефонный код — 0331.
Покровителем коммуны почитается святой Мавр, празднование 15 января.